# Лодердејл Лејкс (Флорида)
Лодердејл Лејкс (енгл. Lauderdale Lakes) град је у америчкој савезној држави Флорида. По попису становништва из 2010. у њему је живело 32.593 становника.

## Демографија
Према попису становништва из 2010. у граду је живело 32.593 становника, што је 888 (2,8%) становника више него 2000. године.
| Група             | 2000.          | 2010.          |
| Белци             | 6.726 (21,2%)  | 3.682 (11,3%)  |
| Афроамериканци    | 21.476 (67,7%) | 26.278 (80,6%) |
| Азијати           | 328 (1,0%)     | 399 (1,2%)     |
| Хиспаноамериканци | 1.755 (5,5%)   | 1.763 (5,4%)   |
| Укупно            | 31.705         | 32.593         |